# Pelegrín Román Unzueta
Pelegrín Román Unzueta (Pisco, Perú, 26 de agosto de 1919 - 22 de noviembre de 1985) fue un abogado, catedrático universitario y funcionario del estado peruano.

## Biografía

### Infancia y juventud
Los estudios primarios los realizó en su tierra natal pero, para cursar la secundaria, se trasladó a Lima donde lo hizo en el Colegio “Lima-San Carlos”. Al término de los mismos ingresó en la Facultad de Letras de la Universidad Nacional Mayor de San Marcos, de donde pasó a la Facultad de Derecho del mismo centro universitario. En 1946 optó al título de abogado y, una década después, culminó sus estudios al obtener el título de doctor en derecho por esa prestigiosa universidad.
Estuvo casado con Graciela Ugarte del Pino, la que lo acompañó, de manera inseparable, el resto de su vida, sin que, como fruto de dicho matrimonio, tuvieran hijos.

### Labor docente
Fue profesor del Colegio Santa María (Marianistas) de Lima, durante bastantes años, en la educación secundaria, lo que compaginó con su desempeño como profesor universitario. Fue Catedrático de la Facultad de Educación de la Universidad Nacional Mayor de San Marcos (1953-1959); Catedrático Asociado de la Cátedra de Finanzas Públicas de la Facultad de Ciencias Económicas de la Pontificia Universidad Católica del Perú (Lima, 1958-1966); Catedrático Principal Ordinario de Finanzas Públicas en la Facultad de Ciencias Administrativas de la misma Universidad (1967-1985); fue miembro suplente del Consejo Directivo de la Facultad de Ciencias Económicas en ese mismo centro universitario (1968); y Jefe del Departamento de Ciencias Administrativas en 1970.

### Desempeño en la función pública
En su desempeño profesional fue Abogado Defensor y luego Abogado Consultor del Consultorio Jurídico Gratuito del Colegio de Abogados de Lima (1954-1958); en el Ministerio de Trabajo se desempeñó en diversos cargos, entre los que sobresalen: director general de la Oficina de Asesoría Jurídica, director general de Administración, Encargado de la Inspectoría General… Fue designado Director del Plan de Integración de la población Aborigen en 1965, durante el gobierno de D. Fernando Belaúnde Terry. En 1984 y después de 35 años de servicios a la función pública se jubiló. Pero, unos meses más tarde se debió de reincorporar al servicio al ser designado Asesor Ad-Honórem del Despacho Ministerial y en mayo de 1985 ocupó el cargo de Viceministro de Trabajo en Promoción Social, al ser nombrado, por el entonces Ministro del ramo D. Joaquín Leguía, para el desempeño de esa importante función.
Su labor recibió el agradecimiento de los gobiernos de Bolivia, Ecuador y Perú por su trabajo en la realización del Proyecto Multinacional Andino de Desarrollo (1972), así como otros del gobierno peruano por los servicios prestados a la nación.
Fue miembro de numerosas comisiones y delegaciones tanto dentro como fuera del país, encaminadas a la Integración de la Población Aborigen y a la reactivación de los programas educativos. Presidió la delegación peruana en el VI Congreso Indigenista Interamericano, celebrado en Pátzcuaro, Michoacán, México, en abril de 1968.
Participó en las Delegaciones del Perú a las reuniones de la Conferencia Internacional del Trabajo (OIT) en Ginebra, siendo consejero técnico, asesor y delegado gubernamental en las mismas. Fue Jefe, en 1974, de la Delegación Peruana a la X Conferencia de los Estados de América miembros de la OIT, en México. Presidió la Comisión Organizadora de la III Conferencia de Ministros de Trabajo de los países del Grupo Andino (Lima-1975).

### Fallecimiento
El 22 de noviembre de 1985 dejó de existir a la edad de 67 años dejando un gran legado para la posteridad en el campo universitario como en su labor en el Ministerio de Trabajo del Perú.

## Distinciones y reconocimientos
Entre otros reconocimientos fue condecorado, en 1972, con la “Orden del Servicio Social del Estado”, en el grado de Comendador y en 1980 con la “Orden del Mérito por Servicios Distinguidos” en el grado de Oficial.
Realizó numerosas publicaciones y trabajos en periódicos de Pisco y Lima, así como en Revistas de la Pontificia Universidad Católica (Lima), Universidad Nacional Mayor de San Marcos y el servicio de publicaciones del Ministerio de Trabajo.
- Datos: Q6070945